# Ilba
Ilba (Yukkaburra, Yuckaburra, Munkeeburra), pleme Aboridžina s Cape Rivera, naseljeno na zapad do Razvodnog Gorja, na jug do jezera Buchanan, na sjever do Pentland Hills i na istok do Suttor Rivera u Queenslandu. Teritorij im se prostirao na 19.200 km² (7.400 sq. m.). Sastojali su se od 6 hordi, od kojih jedna, 'Munkibara, možda pripada južnijem plemenu Mian, a od ostalih Tindale spominje Mootha-burra, Mungera i Pagulloburra. Danas ih ima nešto u geadu Babinda, sjeverno od Gordonvalea, i na otoku Palm Island. 

## Jezik
Jezično pripadaju porodici Pama-Nyungan, skupini yidinic. postoje tri dijalekta: gunggay, yidiny i madyay. Alternativni nazivi za jezik su: yidini, idinji, boolboora, deba, eneby, gerrah, gijow, gillah, guwamal, idin idindji, idin-wudjar, indindji, jidindji, kitba, maimbie, mungera ohalo, pegullo-bura, warra-warra, warryboora, woggil, yetinji, yiddinji, yidin, yidindji, yitintyi, yukkaburra